# Lena Repinc
Lena Repinc, née le 8 avril 2003 à Jesenice, est une biathlète slovène.

## Carrière

### Débuts en Juniors
Lena Repinc fait ses débuts internationaux en 2019 aux championnats du monde jeunes à Brezno-Osrblie en Slovaquie. Lors des Championnats du monde juniors de biathlon 2021 à Obertilliach, disputés dans la catégorie Jeunes, elle remporte deux titres de championne du monde, sur le sprint et la poursuite. Elle complète sa moisson avec deux médailles d'argent, sur l'individuel derrière Jeanne Richard puis sur le relais (avec Klara Vindišar et Kaja Zorč) derrière la France de Jeanne Richard, Fany Bertrand et Maya Cloetens. Aux Championnats du monde juniors de biathlon 2022 à Soldier Hollow, toujours dans la catégorie Jeunes, elle remporte deux nouvelles médailles d'argent, sur le sprint et la poursuite, épreuves qu'elles avait gagnées un an plus tôt,. Dans la foulée, elle remporte la médaille d'or de l'individuel 10 km au Festival olympique de la jeunesse européenne à Vuokatti en Finlande. 
Dans la catégorie juniors, elle remporte la médaille de bronze de l'individuel lors des mondiaux 2024 à Otepää.
De 2019 à 2024, elle évolue aussi sur le circuit de l'IBU Cup et parfois en IBU Cup junior.

### Coupe du monde
Elle fait sa première apparition sur le circuit de l'élite mondiale dès 2021 lors des championnats du monde à Pokljuka où elle a l'occasion de disputer le sprint et le relais. En janvier 2023, elle participe à sa première véritable étape de Coupe du monde, à Ruhpolding, disputant notamment l'individuel. En février et mars 2023, elle enchaîne les mondiaux d'Oberhof et les mondiaux juniors. Elle marque ses premiers points en Coupe du monde en novembre 2023 à Östersund en se classant trente-quatrième de l'individuel.
Elle signe son premier top 20 au début de la saison 2024-2025 à Kontiolahti en se classant 18e de l'individuel court.

## Palmarès

### Championnat du monde
| Édition \ Épreuve | Individuel | Sprint | Poursuite | Mass start | Relais | Relais mixte | Relais mixte simple |
| ----------------- | ---------- | ------ | --------- | ---------- | ------ | ------------ | ------------------- |
| Pokljuka 2021     | —          | 89e    | —         | —          | 19e    | —            | —                   |
| Oberhof 2023      | 52e        | —      | —         | —          | 12e    | 12e          | —                   |
| Nové Město 2024   | 78e        | 30e    | 43e       | —          | 13e    | —            | —                   |
| Lenzerheide 2025  | 32e        | 60e    | 53e       | —          | 8e     | 11e          | 6e                  |

- — : non disputée par Lena Repinc

### Coupe du monde
- Meilleur résultat individuel : 18e
- Meilleur classement général : à venir en 2025

 Dernière mise à jour le 14 janvier 2025.

#### Résultats détaillés en Coupe du monde
| 2022-2023 |        |        |    |        |        |        |    |    |        |        |        |    |        |        | .      | .      | .      | .  |    |    |        |    |        |         |    | n.c. |
| 2022-2023 | IN     | SP     | PU | SP     | PU     | SP     | PU | MS | SP     | PU     | IN 56e | MS | SP 48e | PU 45e | SP     | PU     | IN     | MS | SP | PU | IN     | MS | SP     | PU Ann. | MS | n.c. |
| 2023-2024 |        |        |    |        |        |        |    |    |        |        |        |    |        |        | .      | .      | .      | .  |    |    |        |    |        |         |    | 85e  |
| 2023-2024 | IN 34e | SP 83e | PU | SP 53e | PU 48e | SP NP  | PU | MS | SP 86e | PU     | SP 74e | PU | SI 61e | MS     | SP     | PU     | IN     | MS | IN | MS | SP 77e | PU | SP 66e | PU      | MS | 85e  |
| 2024-2025 |        |        |    |        |        |        |    |    |        |        |        |    |        |        | .      | .      | .      | .  |    |    |        |    |        |         |    |      |
| 2024-2025 | SI 18e | SP 71e | MS | SP 30e | PU 39e | SP 63e | PU | MS | SP 18e | PU 51e | IN 43e | MS | SP 65e | PU     | SP 60e | PU 53e | IN 32e | MS | SP | PU | IN     | MS | SP     | PU      | MS |      |

### Championnats du monde juniors
| Édition / Épreuve   | Catégorie | Individuel                | Sprint                   | Poursuite                        | Mass start 60                    | Relais mixte                     | Relais                   |
| ------------------- | --------- | ------------------------- | ------------------------ | -------------------------------- | -------------------------------- | -------------------------------- | ------------------------ |
| Brezno-Osrblie 2019 | Jeune     | 37e                       | 21e                      | 30e                              | Épreuve inexistante à cette date | Épreuve inexistante à cette date | 5e                       |
| Lenzerheide 2020    | Jeune     | 16e                       | 9e                       | 6e                               | Épreuve inexistante à cette date | Épreuve inexistante à cette date | 4e                       |
| Obertilliach 2021   | Jeune     | Médaille d'argent, monde  | Médaille d'or, monde     | Médaille d'or, monde             | Épreuve inexistante à cette date | Épreuve inexistante à cette date | Médaille d'argent, monde |
| Soldier Hollow 2022 | Jeune     | 4e                        | Médaille d'argent, monde | Médaille d'argent, monde         | Épreuve inexistante à cette date | Épreuve inexistante à cette date | 6e                       |
| Chtchoutchinsk 2023 | Junior    | 25e                       | 6e                       | 10e                              | Épreuve inexistante à cette date | 4e                               | 4e                       |
| Otepaa 2024         | Junior    | Médaille de bronze, monde | 16e                      | Épreuve inexistante à cette date | 13e                              | —                                | 7e                       |

Légende :
- — : non disputée par Lena Repinc